# Gloster Meteor
Il Gloster Meteor era un bimotore a getto da caccia ad ala dritta prodotto dall'azienda britannica Gloster Aircraft Company negli anni quaranta.
Primo jet britannico ad entrare in servizio operativo ed il secondo a livello mondiale, il Meteor venne impiegato per circa 15 anni dalle aviazioni di decine di nazioni.
L'armamento era costituito da quattro cannoni da 20 mm Hispano. La propulsione era assicurata da due motori a reazione installati sull'ala diritta. La velocità era compresa tra i 668 e i 950 km/h a seconda dei modelli, due dei quali apparsi in tempo di guerra. Nonostante il suo disegno tradizionale e le sue notevoli dimensioni, combatté in vari conflitti regionali almeno fino al 1956 e conseguì vari primati ed un record mondiale di velocità. Il 7 novembre 1945, il capitano Captain H.J. Wilson ottenne il primo record di velocità per un aereo a reazione, volando alla velocità di 975 km/h a Herne Bay nel Kent (Inghilterra).
Quando fu superato come caccia, trovò impiego come cacciabombardiere e soprattutto come caccia notturno biposto, dotato di radar nel muso, oltre che come addestratore.

## Storia

### Sviluppo
Lo sviluppo di un aereo da caccia a reazione iniziò nel novembre 1940 come collaborazione tra la Gloster Aircraft Company e la Power Jets Ltd. di Frank Whittle per i motori.

Il primo aereo a reazione britannico, il prototipo monomotore Gloster E28/39 (matricola W4041) progettato da George Carter, volò per la prima volta il quindici maggio 1941 dalla base della RAF di Cranwell.
In seguito il ministero dell'aeronautica con la specifica F9/40 ordinò lo sviluppo di un bimotore.
Il nuovo aereo avrebbe dovuto essere chiamato Thunderbolt, il nome venne poi cambiato in Meteor per evitare confusione col Republic P-47 dell'USAAF.
Vennero prodotti otto prototipi.
- Il quinto prototipo (DG206) dotato di motori de Havilland Halford H.1, adottati a causa dei problemi ai Whittle W.2 originariamente previsti, volò per la prima volta il cinque marzo 1943 dalla base aerea della RAF di Cranwell con Michael Daunt ai comandi.

Lo sviluppo del Meteor proseguì a Newmarket Heath e poi allo stabilimento Gloster di Moreton Valence.
- Il primo Meteor con motori Whittle (DG205/G) volò per la prima volta il diciassette giugno, seguito il ventiquattro luglio dal DG202/G, impiegato nel 1945 per collaudi a bordo della portaerei HMS Pretoria Castle.
- Il DG203/G volò per la prima volta il nove novembre 1943 ma venne destinato quasi subito all'addestramento a terra.
- Il DG204/G dotato di motori Metrovick F.2 volò per la prima volta il tredici novembre 1943 e venne distrutto in un incidente il primo aprile 1944.
- Il DG208/G volò per la prima volta il venti gennaio 1944, quando la maggioranza dei problemi erano stati risolti ed il progetto definitivo approvato per la produzione di serie.
- Il DG205/G venne distrutto il ventisette aprile 1944 in un incidente in decollo.

Altri due prototipi non volarono mai, il DG209/G usato dalla Rolls-Royce Limited per collaudi dei motori e il DG207/G che avrebbe dovuto essere il prototipo di una versione con motori de Havilland denominata Meteor F 2, poi cancellata dopo la decisione di impiegare quei motori per il de Havilland DH.100 Vampire.
Il 12 gennaio 1944 il primo aereo di serie Meteor F 1 (EE210/G) volò per la prima volta dallo stabilimento Gloster di Moreton Valence.
Era quasi uguale ai prototipi F9/40 a parte modifiche al tettuccio per migliorare la visibilità laterale e posteriore e l'aggiunta di quattro cannoni Hispano Mk V da 20mm nel muso.

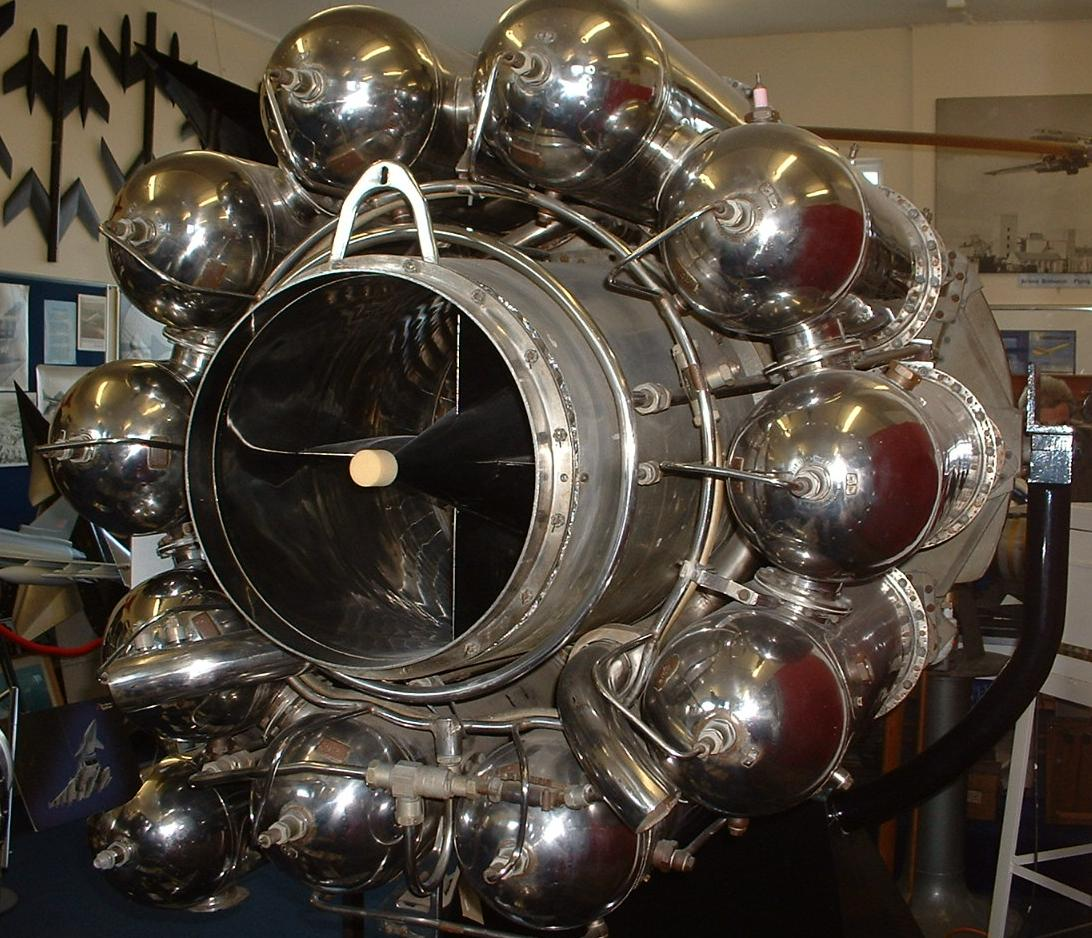
Il motore Whittle W2/700, il primo a equipaggiare il Meteor.

I motori erano due Rolls Royce W.2B/23C, derivati dal Whittle W.2, con 770 kg spinta l'uno, che permettevano all'aereo una velocità massima di 670 km/h a 3.000 m ed un'autonomia di 1.610 km.
Come altri aerei a reazione dell'epoca, il Meteor F 1 aveva problemi di stabilità a velocità transoniche e di stabilità all'imbardata a causa del distacco della vena fluida dalle superfici di controllo della coda, inoltre in alcune parti dell'inviluppo di volo richiedeva un grande sforzo sui comandi per controllare l'aereo.

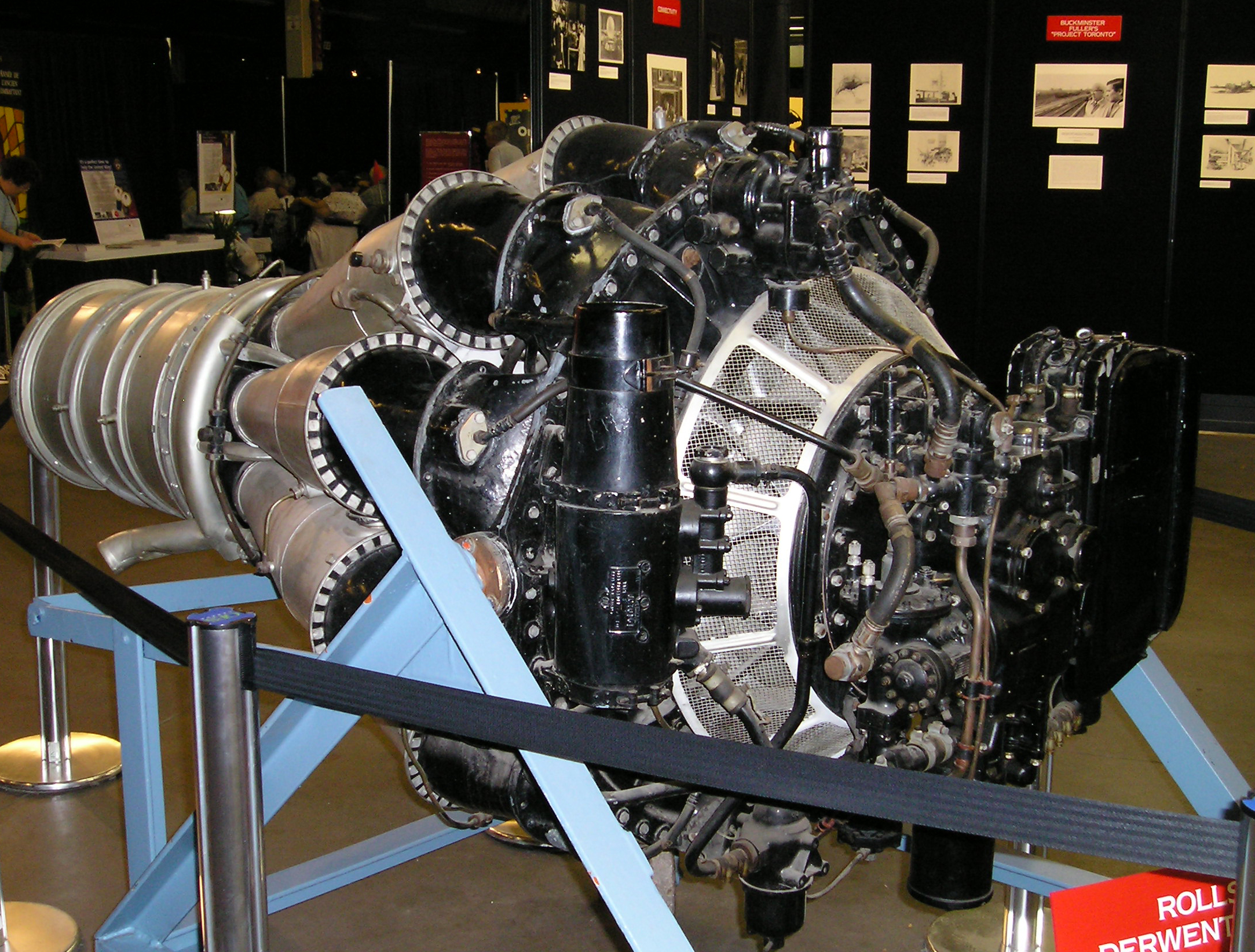
Il motore Rolls Royce Derwent

Il diciassette maggio 1945 volò per la prima volta il prototipo della nuova versione Meteor F 4 con motori Rolls Royce Derwent V, semiali accorciate con estremità tronche, struttura rinforzata, abitacolo pressurizzato, alettoni alleggeriti per migliorare la manovrabilità e regolazione del timone per migliorare la stabilità all'imbardata.
Il Meteor F 4 aveva una velocità massima al livello del mare di 941 km/h, nettamente superiore all'F 1, ma aveva una minore velocità di salita a causa delle ali corte, poteva portare un serbatoio di carburante sotto ogni semiala, vennero fatti esperimenti con carichi bellici ed una versione a fusoliera allungata.
Dall'F 4 venne derivata la versione biposto da addestramento T 7, adottata dalla RAF, dalla Fleet Air Arm e da altre aeronautiche che avevano acquisito il Meteor.
Con l'entrata in servizio di caccia di caratteristiche superiori, la Gloster decise di realizzare una nuova versione aggiornata del Meteor mantenendo però il più possibile delle attrezzature e processi produttivi utilizzati per l'F 4.
Il risultato fu il Meteor F 8, impiegato dalla RAF fino all'entrata in servizio dell'Hawker Hunter e del Supermarine Swift.
Dopo un primo F 4 modificato, il primo prototipo dell'F 8 (VT150) volò per la prima volta il dodici ottobre 1948 a Moreton Valence.
Nel 1948 due Meteor F 3 vennero modificati ed alleggeriti rimuovendo anche l'armamento e dotati di un carrello rinforzato e gancio d'atterraggio, vennero poi impiegati per prove a bordo delle portaerei Illustrious e Implacable, ma alla fine la Fleet Air Arm scelse il Supermarine Attacker come caccia imbarcato.
Le consegne dell'F 8 iniziarono nell'agosto 1949, il primo squadron venne equipaggiato nel 1950.
Tra il 1950 ed il 1955 il Meteor F 8 fu il più importante caccia diurno della RAF e di molte forze aeree, tra cui la RAAF che lo impiegò nella guerra di Corea, nonostante fosse chiaramente antiquato al confronto coi caccia con ala a freccia come il North American F-86 Sabre ed il MiG-15.
Alcuni Meteor F 8, un F 3 e due F 4 vennero modificati con una sonda per il rifornimento in volo sul muso, vennero eseguite alcune prove di rifornimento con aerei cisterna Avro 683 Lancaster, Avro 694 Lincoln e KB-29, ma la modifica non venne adottata per gli aerei in servizio.
Negli anni cinquanta vennero sviluppate delle versioni da ricognizione del Meteor per sostituire i Supermarine Spitfire ed i de Havilland DH.98 Mosquito, ormai antiquati.
Due F 4 vennero modificati nei prototipi della nuova versione FR 5 con apparecchiature fotografiche nel muso, che però non venne prodotta in serie.
Nel luglio 1950 iniziò la produzione dell'FR 9, che venne impiegato dal No. 208 Squadron in medio oriente fino al 1961, e dal No. 2 e 79 Squadron della 2nd Tactical Air Force in Germania che li impiegarono fino al 1956, quando vennero sostituiti dal Supermarine Swift.
Nel dicembre 1950 iniziarono le consegne del PR 10 al No. 2 e No. 541 Squadron in Germania seguiti il mese successivo dal No. 13 squadron a Rayid in Egitto e a dicembre 1953 dal No. 81 Squadron in estremo oriente.
I PR 10 della RAF vennero rapidamente radiati a partire dal 1956 a causa del progresso dei missili contraerei e sostituiti dagli English Electric Canberra, l'ultimo PR 10 venne radiato dal No. 81 Squadron nel luglio 1961.
Sempre negli anni cinquanta vennero sviluppate delle versioni del Meteor da caccia notturna dotati di Radar per sostituire il Mosquito, comunque come soluzione provvisoria.
Il prototipo della versione NF 11 sviluppato dalla Armstrong Whitworth volò, per la prima volta il 31 maggio 1950. I primi NF 11 di serie entrarono in servizio nella RAF nel 1951 col No. 29, 141 e 85 Squadron, le consegne vennero completate nel 1955.
Venne poi sviluppata una nuova versione del Meteor denominata NF 12 dotata del nuovo radar APS-21, il prototipo volò per la prima volta il ventuno aprile 1953, le consegne iniziarono in agosto con il No. 85 Squadron.
Il prototipo di una versione adattata per climi tropicali denominata NF 13 volò per la prima volta il ventitré dicembre 1952, successivamente entrò in servizio nel No. 219 Squadron di Kabrit e, nel marzo 1953, nel No. 39 Squadron di Fayid, entrambi in Egitto.
La versione definitiva del Meteor da caccia notturna fu l'NF 14, che volò per la prima volta il ventitré ottobre 1953 mentre i primi di serie entrarono in servizio nel febbraio 1954 nel No. 25 Squadron, complessivamente vennero impiegati da nove Squadron oltre ad un reparto di conversione operativa (Operational Conversion Unit, OCU), iniziarono ad essere sostituiti nel No. 46 Squadron dal Gloster Javelin nel 1956.
Gli ultimi NF 14, in servizio nel No. 60 Squadron di base a Tengah, a Singapore, vennero radiati nel 1961.
Quattordici NF 14 vennero convertiti in addestratori rinominati NF(T) 14 ed impiegati dal No. 2 Air Navigation School a Thorney Island fino al 1965.
Alcuni Meteor vennero impiegati in Francia dal Centre d'essais en vol (CEV) per collaudi di equipaggiamenti aeronautici fino agli anni ottanta.

### Impiego operativo

#### Seconda guerra mondiale
I primi venti Meteor F 1 vennero consegnati alla RAF il primo giugno 1944, un altro venne inviato negli USA in cambio di un Bell YP-59A Airacomet per valutazioni comparative.
Il primo reparto operativo su Meteor F 1 fu il No. 616 Squadron con quattordici aerei sulla base di Culmhead nel Somerset, precedentemente equipaggiato con Spitfire VII, gli altri sei F 1 vennero impiegati dalla RAF per collaudi
Il primo aereo (EE219) venne consegnato il dodici luglio dopo l'addestramento dei primi sei piloti a Farnborough.
In seguito il No. 616 Squadron venne trasferito sulla base di Manston sulla costa orientale del Kent, in una settimana venne completato l'addestramento di altri trenta piloti.
La RAF inizialmente impiegò i Meteor per intercettare le bombe volanti V1. La prima missione con tre aerei avvenne il ventisette luglio 1944; questa fu anche la prima missione operativa della RAF con aerei a reazione.
Dopo alcuni problemi, principalmente per inceppamenti dei cannoni, il quattro agosto vennero abbattute due V1, arrivando a quattordici alla fine della guerra.
Dopo la fine dell'impiego delle V1 e l'inizio dell'impiego delle V2, la RAF decise di non impiegare i Meteor contro la Luftwaffe, anzi ai Meteor era vietato sorvolare territori controllati dal nemico per non rischiare che, in caso di abbattimento, i tedeschi potessero ispezionarli; inoltre era attesa a breve la nuova versione F 3 di prestazioni superiori.
Il No. 616 Squadron venne trasferito alla base di Debden ed impiegato in esercitazioni contro i bombardieri dell'USAAF per addestrare i loro equipaggi ad affrontare caccia a reazione; in seguito venne trasferito a Colerne nel Wiltshire.
Il No. 616 Squadron ricevette il primo Meteor F 3 il diciotto dicembre 1944.
Il venti gennaio 1945 quattro Meteor vennero trasferiti a Melsbroek in Belgio; a marzo l'intero squadron venne trasferito a Gilze-Rijen ed il mese successivo a Nijmegen.
I Meteor vennero impiegati in missioni di ricognizione ed attacco al suolo senza mai incontrare caccia a reazione tedeschi.
In diverse occasioni la caccia e contraerea alleati scambiarono i Meteor per Messerschmitt Me 262 e li attaccarono; per rimediare, i Meteor di base in Europa vennero ridipinti interamente in bianco per facilitarne l'identificazione.
A fine aprile lo Squadron venne trasferito a Falberg in Germania dove due aerei andarono distrutti in una collisione in volo a causa della scarsa visibilità; entrambi i piloti rimasero uccisi.
Alla fine della guerra i Meteor avevano distrutto al suolo 46 aerei tedeschi.

#### Dopoguerra
Nel maggio 1945 i primi F 3 entrarono in servizio nel No. 74 Squadron, seguito dal 124 e 245 ad agosto, il 263 a settembre ed il 222 ad ottobre. Il No. 616 Squadron venne sciolto il ventinove agosto 1945.
Nel 1946 la RAF aveva sedici Squadron equipaggiati con Meteor, lo stesso anno entrò in produzione il Meteor F 4.
Per aumentare la produzione gli F 4 vennero prodotti oltre che dalla Gloster anche dalla Armstrong Whitworth nello stabilimento di Bagington.
Nel 1947 vennero equipaggiati con F 4 il No. 74 e 222 Squadron, altri nove Squadron vennero equipaggiati nel 1948, due nel 1949, tre nel 1950, tra cui il 616, ed altri sei nel 1951.
Le consegne dell'F 8 iniziarono nell'agosto 1949, il primo Squadron venne equipaggiato nel 1950.
L'F 8 venne impiegato come caccia diurno della RAF tra il 1950 ed il 1954, venne poi sostituito dall'Hawker Hunter.
Nel 1949 entrarono in servizio i primi T 7, che iniziarono ad operare a settembre e vennero impiegati come addestratori dalla RAF e dalla Fleet Air Arm fino a metà degli anni cinquanta.
Nel luglio 1950 venne equipaggiato con FR 9 il No. 208 sulla base di Fayid in Egitto, poi a dicembre il No. 2 Squadron di Bückeburg e nel novembre 1951 il No. 79 di Gutersloh della 2nd Tactical Air Force in Germania che li impiegarono fino al 1956, quando vennero sostituiti da Supermarine Swift.
Nel dicembre 1950 iniziarono le consegne dei PR 10 al No. 2 e No. 541 Squadron in Germania ed il mese successivo al No. 13 Squadron a Rayid in Egitto, poi trasferito sulla base di Akrotiri a Cipro.
Nel giugno 1951 il No. 2 Squadron cedette i propri PR 10 al No. 541 rimanendo equipaggiato interamente con FR 9.
Il Meteor NF 11 entrò in servizio nella RAF nel 1951 col No. 29, 85 e 141 Squadron, le consegne vennero completate nel 1955.
All'inizio del 1953 entrò in servizio la versione NF 13 nel No. 219 Squadron di Kabrit, sciolto nel settembre 1954, e nel marzo 1953 nel No. 39 Squadron di Fayid, entrambi in Egitto.
La RAF tra l'agosto 1953 ed il settembre 1956 ricevette il Meteor NF 12 che venne impiegato in sette Squadron (No. 25, 46, 65, 72, 85, 152 e 153). Nel febbraio 1956 il No. 46 sostituì i Meteor coi Javelin, seguirono gli altri Squadron, gli ultimi NF 12 vennero radiati dai No. 25 e 92 Squadron nel 1959.
A dicembre 1953 anche il No. 81 Squadron in estremo oriente ricevette i PR 10 che vennero impiegati in missioni di ricognizione per contrastare i guerriglieri comunisti in Malesia.
Nel febbraio 1954 entrarono in servizio i primi NF 14 nel No. 25 Squadron, complessivamente vennero impiegati da nove squadron oltre ad un reparto di conversione operativa (Operational Conversion Unit, OCU), iniziarono ad essere sostituiti nel No. 46 squadron dal Gloster Javelin nel 1956.
Nel 1954 gli FR 9 del No. 208 Squadron di Takali a Malta vennero trasferiti sulla base di Khormaskar a Aden da dove vennero impiegati in missioni di ricognizione ed antiguerriglia, in seguito il No. 208 tornò a Cipro, ma rimase ad Aden un distaccamento denominato No. 1417 Flight che venne impiegato fino al 1961 in missioni simili in diverse parti del Medio Oriente.
Tra il 1954 ed il 1955 i PR 10 del No. 13 Squadron della RAF vennero impiegati in missioni di ricognizione durante le operazioni militari in Kenya per contrastare la guerriglia dei Mau-Mau.
I PR 10 della RAF vennero rapidamente radiati a partire dal 1956 a causa del progresso dei missili contraerei e sostituiti dagli English Electric Canberra, l'ultimo PR 10 venne radiato dal No. 81 Squadron nel luglio 1961.
Gli ultimi NF 14 in servizio nel No. 60 Squadron di base a Tengah a Singapore vennero radiati nel 1961.
Quattordici NF 14 vennero convertiti in addestratori, rinominati NF(T) 14 ed impiegati dal No. 2 Air Navigation School a Thorney Island dal giugno 1959 al 1965.
Complessivamente 890 Meteor andarono persi in incidente durante il servizio nella RAF, con la perdita di 450 piloti, l'anno peggiore fu il 1953 con 145 incidenti.
Alcuni incidenti furono causati dall'elevato consumo di carburante dei motori che portava ad un'autonomia di meno di un'ora, inoltre per la posizione dei motori molto distanziati sulle ali l'aereo era difficile da controllare in caso di spegnimento di un motore a causa della spinta asimmetrica.
Spesso gli incidenti avevano conseguenze drammatiche per l'assenza di sedili eiettabili, esclusa la versione F 8, specie per i T 7 e gli F 4 impiegati per addestramento.

#### Guerra di Corea
I Meteor F 8 della RAAF vennero ampiamente impiegati in Corea dal No. 77 Squadron, parte delle British Commonwealth Forces Korea, con personale di supporto anche di altre nazioni del Commonwealth.
Il No. 77 Squadron arrivò in Corea equipaggiato con North American P-51D Mustang, in seguito si trasferì a Iwakuni, in Giappone, per la conversione sui Meteor e tornò in Corea nell'aprile 1951 con una trentina tra F 8 e T 7, a giugno lo squadron venne trasferito sulla base K-14 di Kimpo ed a luglio venne dichiarato operativo.
Inizialmente c'era preoccupazione perché il MiG-15 era chiaramente superiore al Meteor F 8 come prestazioni ed armamento, però il Meteor F 8 era superiore all'F-86 Sabre per accelerazione e velocità di salita.
La prima missione del No. 77 Squadron avvenne il trenta luglio 1951.
I piloti erano addestrati prevalentemente nell'attacco al suolo per cui avevano difficoltà nel ruolo di scorta ai bombardieri.
Il ventinove agosto 1951 otto Meteor in missione di scorta nell'area di confine tra Cina e Corea lungo il corso del fiume Yalu soprannominatta “MiG Alley” (viale dei MiG) vennero attaccati da sei MiG-15, un Meteor venne abbattuto e due danneggiati.
Il ventisette ottobre il No. 77 Squadron ottenne la prima probabile vittoria, seguita da altre due sei giorni dopo.
Il primo dicembre, durante uno scontro tra dodici Meteor e circa quaranta MiG-15, il No. 77 Squadron ottenne le prime due vittorie confermate, il Flying Officer Bruce Gogerly ottenne la prima, ma vennero abbattuti quattro Meteor.
A seguito di questo risultato, le missioni di scorta vennero assegnate agli F-86 dell'USAF ed il No. 77 Squadron tornò alle missioni di attacco al suolo per cui il Meteor si dimostrò più adatto, anche se vulnerabile alla contraerea a causa della necessità di volare a bassa quota in linea retta verso il bersaglio durante gli attacchi coi razzi.
Il ventisette marzo 1953 quattro Meteor impegnati in una missione di attacco al suolo incontrarono dei MiG-15, il sergente George Hale riuscì ad abbatterne due.
Alla fine della guerra il No. 77 Squadron aveva compiuto 4.836 missioni abbattendo sei MiG e distruggendo circa 1.500 veicoli ma trentadue Meteor erano stati abbattuti, la maggioranza dalla contraerea.

#### Crisi di Suez

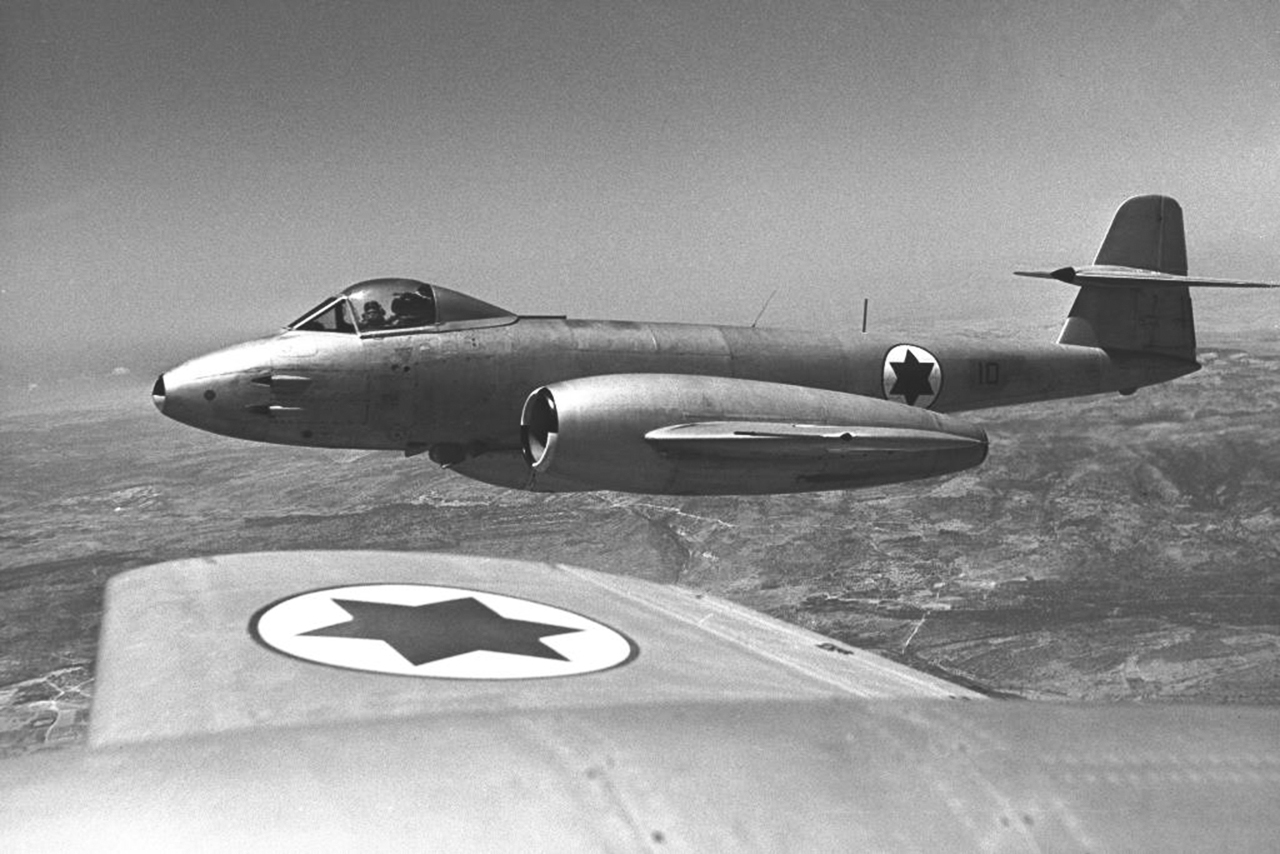
Meteor della Heyl Ha'Avir israeliana.

Gli NF 13 della RAF appartenenti al No. 39 Squadron di base a Nicosia sull'isola di Cipro vennero impiegati in missioni di pattugliamento aereo notturno e gli FR 9 del No. 208 Squadron di base a Takali a Malta in missioni di ricognizione.
Gli F 8 israeliani del No. 117 e 119 Squadron vennero impiegati per attacchi al suolo senza subire perdite.
I Meteor F 8 e T 7 egiziani armati di razzi vennero impiegati in missioni di attacco al suolo.
Gli NF 13 egiziani in servizio nel No. 20 Squadron di Deversoir e nel No. 5 Squadron di Fayid vennero impiegati in missioni di pattugliamento aereo notturno, risulta un unico scontro con aerei della RAF in cui venne danneggiato un bombardiere Vickers Valiant.

#### Guerra d'Algeria
Tra gli aerei impiegati dall'Armeé de l'Air durante la guerra d'Algeria c'erano anche alcuni Meteor NF 11.

## Descrizione tecnica
Il Meteor F 1 era un bimotore monoposto ad ala bassa dritta con struttura interamente metallica, non più avanzato come aerodinamica di altri aerei contemporanei.
Il Meteor F 1 era lungo 12,57 m, aveva un'apertura alare di 13,1 m, un'altezza di 3,96 m, un peso a vuoto di 3.692 kg ed un peso massimo al decollo di 6.268 kg.
La fusoliera integrava un singolo abitacolo per il pilota, chiuso da un tettuccio apribile verso destra e non ancora dotato di seggiolino eiettabile.
L'ala era montata bassa ed integrava le due gondole motore posizionate a metà delle semiali.
L'impennaggio di coda era di tipo tradizionale cruciforme, monoderiva con piani di orizzontali a sbalzo, posizionati alti per evitare che fossero nella scia di scarico dei motori.
Il carrello d'atterraggio era triciclo con carrelli principali a ruota singola rientranti nelle ali e carrello anteriore a ruota singola rientrante nel muso.
La propulsione era assicurata da una coppia di motori Rolls-Royce W.2B/23C, turboreattori capaci di esprimere una spinta pari a 770 kg che permettevano al modello di raggiungere una velocità massima di 670 km/h a 3 000 m.

## Versioni
Meteor F 1
Prima versione di serie prodotta tra il 1943 ed il 1944.
Meteor F 1, Trent turboprop
un F 1 (EE227) costruito nel 1945 ed impiegato per collaudi del nuovo motore turboelica Rolls-Royce RB50 Trent, fu il primo aereo al mondo con motori turboelica. Il prototipo durante i voli di collaudo mostrò problemi di stabilità, nel 1948 il programma venne cancellato ed il prototipo demolito.
Meteor F 2
Prototipo di una versione con motori de Havilland, costruito in singolo esemplare.
Meteor F 3
Versione con motori Rolls-Royce Derwent I da 907 kg di spinta, maggiore capacità di carburante e tettuccio scorrevole a goccia.
Prove nella galleria del vento ed in volo evidenziarono problemi di buffeting ad alte velocità che vennero risolti allungando le gondole motori ottenendo anche un aumento di velocità di 120 km/h ad alta quota mantenendo gli stessi motori.
L'ultimo lotto di produzione del Meteor F 3 venne prodotto con le nuove gondole mentre i precedenti vennero modificati in seguito.
Meteor F 4
Nuova versione con motori Rolls Royce Derwent V da 1.587 kg di spinta, semiali accorciate di 86,4 cm con estremità tronche, struttura rinforzata, abitacolo pressurizzato, alettoni alleggeriti per migliorare la manovrabilità e regolazione del timone per migliorare la stabilità all'imbardata.
Questa versione poteva portare un serbatoio di carburante sotto ogni semiala; vennero fatti esperimenti con carichi bellici ed una versione a fusoliera allungata.
Il Meteor F 4 aveva una velocità massima al livello del mare di 941 km/h ed una quota di tangenza di 13.564m, ma aveva una velocità di salita inferiore all'F 1 a causa delle ali corte.
Il prototipo del Meteor F 4 (EE360) volò per la prima volta il diciassette maggio 1945.
I primi F 4 di serie entrarono in servizio nel 1947 nel No. 74 e 222 Squadron.
Meteor FR 5
Due F 4 modificati con apparecchiature fotografiche nel muso; uno (VT347) venne distrutto in un incidente per cedimento strutturale durante un volo di collaudo sopra Moreton Valence.
Meteor T 7
Versione da addestramento derivata dall'F 4, biposto in tandem con un unico tettuccio apribile verso destra.
I primi T 7 entrarono in servizio a settembre 1949 e vennero impiegati come addestratori dalla RAF e dalla Fleet Air Arm fino a metà degli anni cinquanta. Questa versione venne impiegata anche da altre aeronautiche che avevano acquisito il Meteor, come Belgio, Paesi Bassi, Siria e Israele.
Nonostante alcuni limiti come l'abitacolo non pressurizzato, la strumentazione dell'istruttore limitata e l'assenza di armamento, vennero costruiti più di 650 T 7.
I T 7 egiziani ed israeliani vennero modificati per portare razzi subalari ed impiegati per attacchi al suolo.
Meteor F 8
Nuova versione di serie nettamente migliorata rispetto all'F 4 impiegata come caccia della RAF tra il 1950 ed il 1955.
L'F 8 aveva motori Rolls Royce Derwent 8 da 1.631 kg di spinta, fusoliera allungata per ottenere una maggiore capacità di carburante, struttura rinforzata, seggiolino eiettabile Martin Baker ed un nuovo tettuccio a goccia per migliorare la visibilità del pilota.
L'F 8 poteva portare sotto ogni semiala quattro razzi esplosivi RP-3 da 76,2 mm e 27 kg, uguali a quelli usati durante la seconda guerra mondiale.
Le prove in volo evidenziarono un problema: una volta esaurite le munizioni dei cannoni, a causa del peso del carburante in fusoliera il baricentro era troppo arretrato e l'aereo diventava instabile in beccheggio.
Il problema venne risolto modificando l'impennaggio con una nuova coda più alta e con bordi dritti invece che arrotondati, questa nuova coda, prevista inizialmente per il progetto del caccia G42, poi cancellato, permette di distinguere facilmente l'F 8 e versioni derivate dalle precedenti.
Il primo prototipo dell'F 8 (VT150) volò per la prima volta il dodici ottobre 1948 a Moreton Valence.
Le consegne dell'F 8 iniziarono nell'agosto 1949, il primo squadron venne equipaggiato nel 1950.
Meteor F 8 Prone Pilot

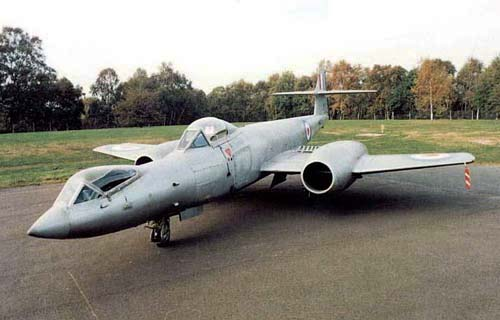
Il Meteor F 8 Prone Pilot, utilizzato per gli studi sulla sistemazione dei piloti in posizione prona.

Nei primi anni cinquanta vennero fatti degli studi ed esperimenti sulla possibilità di pilotare un aereo da caccia stando in posizione sdriata o prona per sopportare meglio le accelerazioni.
Un F 8 (WK935) venne modificato dalla Armstrong Whitworth con un secondo abitacolo per il collaudatore in posizione prona appena dietro al muso.
I collaudi evidenziarono le difficoltà di pilotaggio e la limitata visibilità del pilota.
Lo sviluppo e la diffusione delle tute anti-G per sopportare meglio le accelerazioni portò alla cancellazione del programma.
Meteor FR 9
Versione da ricognizione tattica a bassa quota derivata dall'F 8 col muso allungato di 20 cm per alloggiare le apparecchiature fotografiche mantenendo l'armamento e dotato di serbatoi supplementari esterni alari e ventrale.
Il primo prototipo dell'FR 9 volò per la prima volta il ventitré marzo 1950, la produzione di serie iniziò nel luglio 1950; il primo squadron equipaggiato fu il No. 208 sulla base di Fayid in Egitto.
Gli FR 9 vennero forniti anche all'Ecuador, Israele e Siria.
Meteor PR 10
Versione da ricognizione fotografica ad alta quota, priva di armamento e dotato di una cinepresa nel muso e altre due nella fusoliera posteriore.
Il primo prototipo (VS968) volò per la prima volta il ventinove marzo 1950 e venne poi convertito nel primo aereo di serie di questa versione.
Le consegne del PR 10 iniziarono nel dicembre 1950 col No. 2 e No. 541 Squadron in Germania, seguiti il mese successivo dal No.13 squadron a Rayid in Egitto e a dicembre 1953 dal No. 81 Squadron in estremo oriente.
I PR 10 della RAF vennero radiati a partire dal 1956; l'ultimo PR 10 venne radiato dal No. 81 Squadron nel luglio 1961.
Meteor NF 11
Versione da caccia notturna biposto in tandem con pilota davanti e navigatore dietro e dotato di radar Mk10.
Il progetto venne sviluppato dalla Armstrong Whitworth; il prototipo (WA546) volò per la prima volta il 31 maggio 1950.
Nonostante fosse derivato dal T 7, aveva la fusoliera e la coda dell'F 8 e le ali lunghe dell'F 3.
Il muso allungato conteneva il radar Mk10, di conseguenza i cannoni da 20 mm erano stati spostati nelle ali, all'esterno delle gondole motori.
Questa versione, detta anche "Armstrong Whitworth Meteor" NF 11, aveva serbatoi esterni ai piloni alari e ventrale.
Questi aerei avevano diversi problemi, in particolare la visibilità limitata dai montanti del parabrezza che complicava l'atterraggio, inoltre i serbatoi esterni sotto le ali tendevano a rompersi a causa delle vibrazioni prodotte dallo sparo dei cannoni posti nelle ali.
La precisione del tiro, per cui si considerava una distanza ottimale di 360 m, era ostacolata dalla flessione delle ali in volo.
Il Meteor NF 11 entrò in servizio nella RAF nel 1951 col No. 29, 85 e 141 Squadron, le consegne vennero completate nel 1955. Il Meteor NF 11 venne anche esportato in Australia, Belgio, Danimarca e Francia.
Meteor NF 12
Versione da caccia notturna con il nuovo radar APS-21 di produzione americana, motori Rolls-Royce Derwent 9 da 1.723 kg di spinta ed ali rinforzate.
Era molto simile all'NF 11 ma col muso allungato di 43,2 cm per alloggiare il nuovo radar, questo causò uno spostamento del baricentro i cui effetti vennero compensati da un ingrandimento della coda.
Il primo prototipo volò per la prima volta il ventuno aprile 1953; le consegne iniziarono in agosto con il No. 85 squadron.
Per le caratteristiche avanzate del radar, l'NF 12 non venne esportato.
Meteor NF 13
Versione da caccia notturna derivata dall'NF 11 adattata al clima tropicale con sistema di raffreddamento dell'abitacolo potenziato.
Il prototipo volò per la prima volta il ventitré dicembre 1952; successivamente entrò in servizio nel No. 219 Squadron di Kabrit e, nel marzo 1953, nel No. 39 Squadron di Fayid, entrambi in Egitto.
Alcuni Meteor NF 13 ex-RAF vennero ceduti alla Siria, Egitto ed Israele.
Meteor NF 14

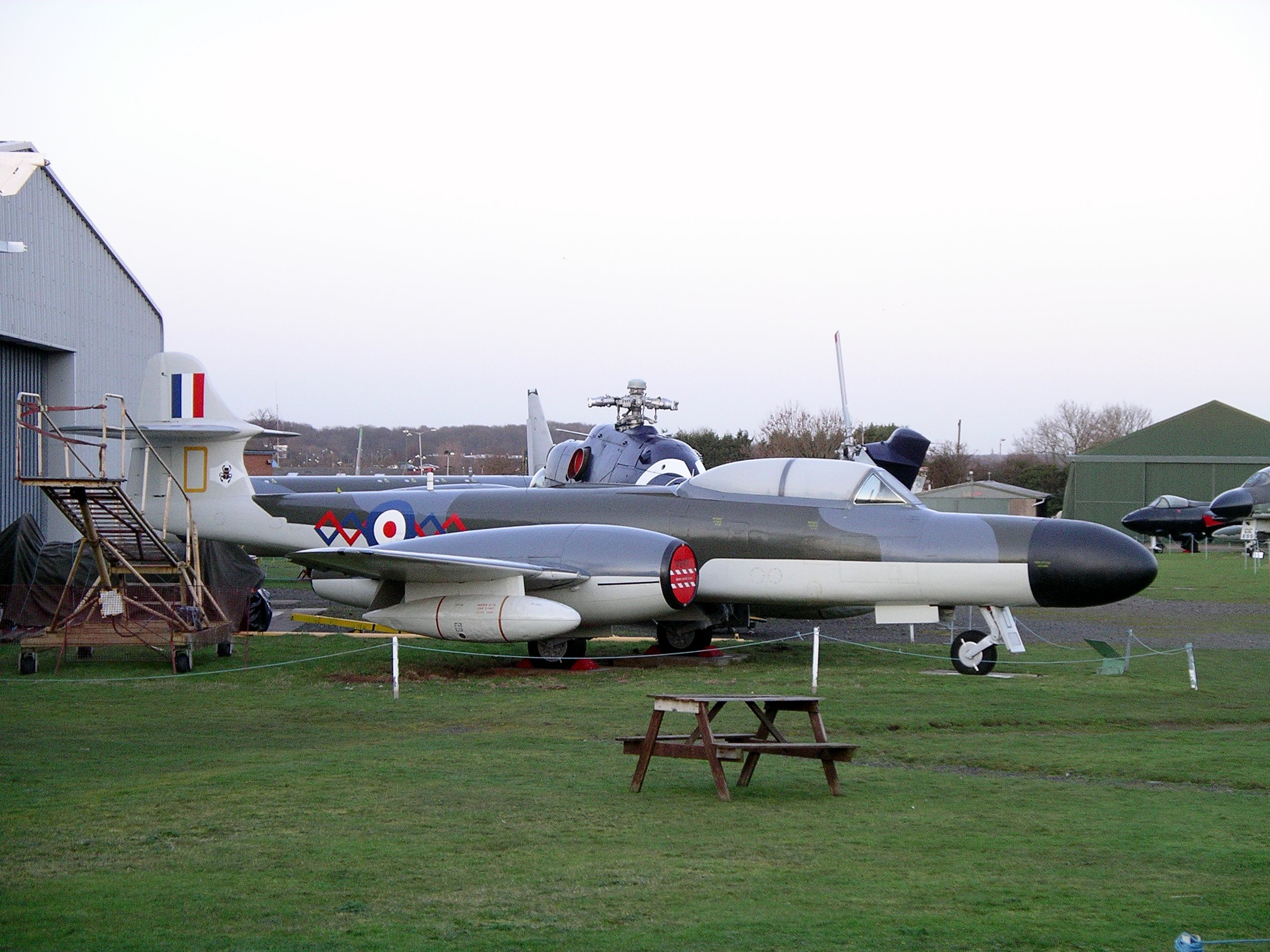
Meteor NF 14 con naso allungato esposto al Midland Air Museum, Warwickshire, Inghilterra.

Versione definitiva da caccia notturna derivata dall'NF 11 con un muso ancora più lungo, per una lunghezza totale di 15,5 m, ed un ampio tettuccio a bolla scorrevole all'indietro.
Il Meteor NF 14 aveva un peso a vuoto di 5.723 kg, un peso massimo al decollo di 9.614 kg, una velocità massima di 944 km/h ed una quota di tangenza di 12.192 m
Il primo prototipo, un NF 12 modificato (WM261), volò per la prima volta il ventitré ottobre 1953.
Vennero costruiti cento NF 14; i primi entrarono in servizio nel febbraio 1954 nel No. 25 Squadron.
Gli ultimi NF 14 in servizio nel No. 60 Squadron di base a Tengah a Singapore vennero radiati nel 1961.
Quattordici NF 14 vennero convertiti in addestratori disarmati privi di radar, rinominati NF(T) 14 ed impiegati dal No. 2 Air Navigation School a Thorney Island dal giugno 1959 al 1965.
Meteor U 15
94 F 4 convertiti in bersagli teleguidati.
Meteor U 16
108 F 8 convertiti in bersagli teleguidati.
Meteor TT 20
Quaranta NF 11 convertiti in traino bersagli.
Vennero impiegati dalla RAF dal 1962 al 1970 e dalla Fleet Air Arm dal 1958 al 1967, sei vennero ceduti alla Danimarca e quattro alla Svezia dove vennero impiegati fino alla fine degli anni 60.

## Utilizzatori

### Militari

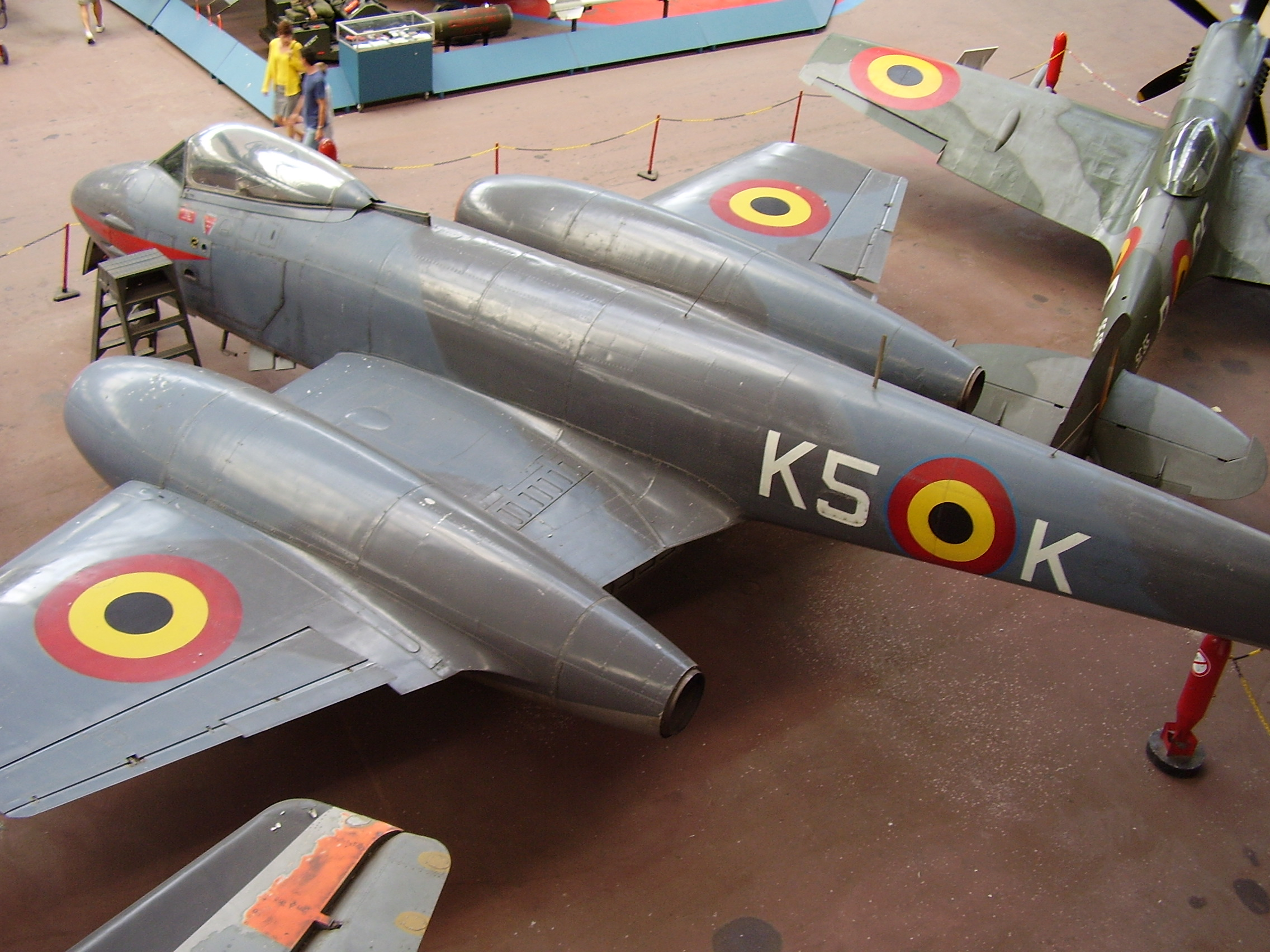
Meteor dell'Aeronautica Belga in esposizione al museo militare di Bruxelles.

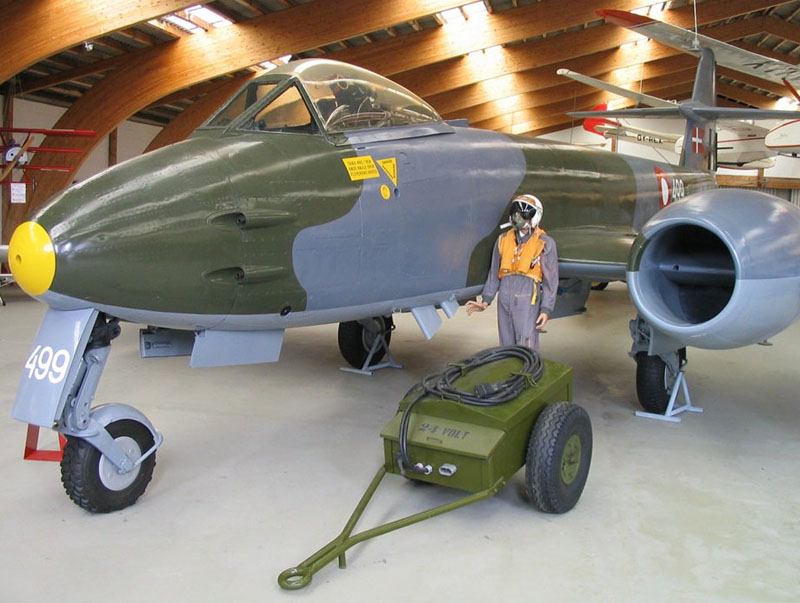
Il Meteor nella livrea della Flyvevåbnet, l'aeronautica militare danese, esposto presso il museo aeronautico di Stauning.

Argentina
- Fuerza Aérea Argentina

100 F 4 impiegati dai Grupo 2 e 3 sulla base di Moron, alcuni vennero impiegati nella rivoluzione del 1955 da entrambe le fazioni, uno venne abbattuto durante un attacco ad una base navale presso Rio de Santiago controllata dai ribelli. Gli ultimi Meteor vennero radiati nei primi anni settanta.
 Australia
- Royal Australian Air Force

La RAAF ricevette 113 Meteors tra il 1946 ed il 1952, di cui 94 della versione F 8 e nove T 7. I Meteor vennero impiegati dal No. 22, 23 75 e 77 Squadron e successivamente sostituiti dai CAC Sabre a partire dal 1955. Un NF 11 venne acquisito nel 1953. gli ultimi Meteor vennero radiati nel 1963.
 Belgio
- Composante air de l'armée belge

Nel 1949 il Belgio ricevette 48 F 4 che vennero impiegati dagli squadron 349 e 350 sulla base di Beauvechain fino all'agosto 1954. Tra il 1948 ed il 1957 vennero acquisiti 43 T 7 e 240 F 8, per la maggior parte assemblati in Belgio dalla Fairly Avons con componenti prodotti in Olanda dalla Fokker. Complessivamente i Meteor equipaggiarono cinque gruppi e vennero sostituiti dagli Hawker Hunter. Inoltre vennero acquisiti dodici NF 11 ex-RAF nel 1952 ed altri dodici nel 1956, impiegati dagli squadron 10 e 11 fino al 1958.
 Brasile
- Força Aérea Brasileira

62 esemplari tra F8 e TF7, denominati localmente TF 7, consegnati a partire dal tredici aprile 1953. Vennero impiegati dal 2°/1°GavCa, 1°/1°GavCa e 1°/14°Gav dove sostituirono i Republic P-47. A metà anni sessanta iniziarono ad essere sostituiti dai Dassault Mirage.
 Canada
- Royal Canadian Air Force

ricevette un F 4 ed un T 7 per collaudi e valutazioni.
 Danimarca
- Flyvevåbnet

Tra il 1949 ed il 1950 la Danimarca ricevette venti F 4 che vennero impiegati prima dalla 3rd Air Flottilla della marina e successivamente dai No. 723 e 724 Squadron della Flyvevabnet dopo l'assorbimento della componente aerea della marina, gli ultimi F 4 vennero radiati nel 1957. Dal 1951 vennero acquisiti venti F 8 e nove T 7, impiegati dal No. 724 Squadron fino a fine anni cinquanta. Tra il 1952 ed il 1953 vennero acquisiti venti NF 11 impiegati dal No. 723 Squadron fino al 1958 quando vennero sostituiti da F-86 Sabre.
 Ecuador
- Fuerza Aérea Ecuatoriana

ricevette tra il 1954 ed il 1955 dodici FR 9 ex-RAF che vennero impiegati dal No.2111 Squadron fino al 1972.
 Egitto
- Royal Egyptian Air Force

 Egitto
- Al-Quwwat al-Jawwiya al-Misriyya

Nel 1950 venti F 4 vennero forniti all'Egitto, nel 1952 vennero acquisiti sei T 7 ed alcuni F 8 ex-RAF. Nel 1955 vennero acquisiti anche sei NF 13 ex-RAF. I Meteor vennero impiegati anche durante la guerra di Suez per attacchi al suolo, in seguito vennero sostituiti da MiG.
 Francia
- Armée de l'air

due F 4 acquisiti per collaudi e valutazioni. In seguito vennero acquisiti quattordici T 7. Tra il 1954 ed il 1955 vennero acquisti 41 NF 11 ex-RAF che vennero impiegati dall'EC30 e dal Centre d'essais en vol (CEV), furono i primi caccia notturni a reazione dell'Armeé de l'air, impiegati fino a fine anni 50. Il CEV ricevette anche due NF 14 nel 1955 e due NF 13 nel 1956. Gli ultimi Meteor del CEV vennero radiati a metà anni 80.

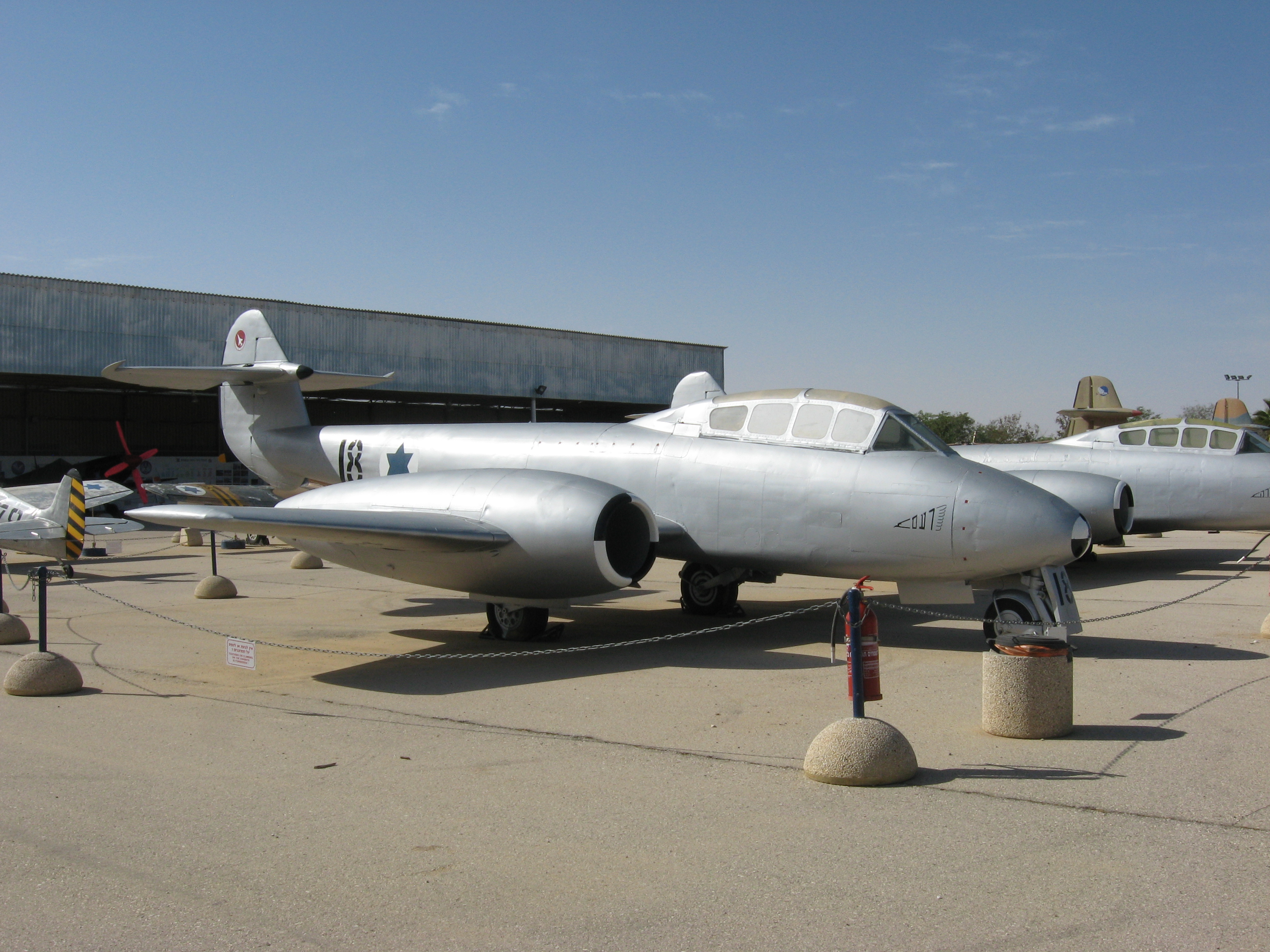
Il Gloster Meteor 18 "Ra'am" Heyl Ha'Avir esposto all'Israeli Air Force Museum di Hatzerim.

 Israele
- Heyl Ha'Avir

ricevette alcuni F 8 dal 1952, sei T 7 nel 1953 e sette FR 9 tra il 1954 ed il 1955. Il primo settembre 1954 due F 8 del No. 177 Squadron israeliani abbatterono due Vampire egiziani. Il 29 agosto 1955 due Meteor affrontarono quattro Vampire egiziani abbattendone uno e danneggiandone un altro. Il primo settembre 1955 in un altro scontro tra due Meteor e quattro Vampire egiziani un FR 9 abbatté due Vampire, lo stesso giorno altri Meteor affrontarono due Vampire abbattendone uno. Durante la guerra di Suez gli F 8 del No. 117 e 119 Squadron vennero impiegati per attacchi al suolo senza subire perdite. Tra il 1956 ed il 1958 vennero acquisti anche sei NF 13 ex-RAF impiegati dal No. 119 Squadron. Gli ultimi Meteor israeliani vennero radiati nel 1961.
 Paesi Bassi
- Koninklijke Luchtmacht

ricevette 38 F 4 a partire dal 1948, 43 T 7 tra il 1948 ed il 1957 e 160 F 8 di cui 155 prodotti dalla Fokker tra il 1951 ed il 1954. la Luchtmatch impiegò i Meteor in sette squadron tra cui i 322, 323, 326 e 327 sulle basi di Soesterberg e Leeuwarden, nel 1956 iniziarono ad essere sostituiti dagli Hawker Hunter. Alcuni T 8 vennero poi convertiti in traino bersagli, di cui dieci ceduti alla marina.
 Nuova Zelanda
- Royal New Zealand Air Force
  - No. 14 Squadron RNZAF

due Meteor T.7 a noleggio dalla RAF.
 Norvegia
- Kongelige Norske Luftforsvaret

 Regno Unito
- Royal Air Force

 Sudafrica
- South African Air Force

 Siria
- Al-Quwwat al-Jawwiyya al-'Arabiyya al-Suriyya

due T 7 acquisiti nel 1952, diciannove F 8 ex-RAF a partire dal dicembre 1952, sei NF-13 ex-RAF nel 1954 e due FR 9 nell'estate del 1956. I Meteor in seguito vennero sostituiti da MiG.
 Stati Uniti
- United States Army Air Force

sottopose a prove di comparazione un esemplare che poi restituì alla RAF.
 Svezia
- Svenska Flygvapnet

utilizzato dalla Svensk Flygtjanst sotto contratto della Svenska Flygvapnet.

### Civili
- Martin-Baker[1]

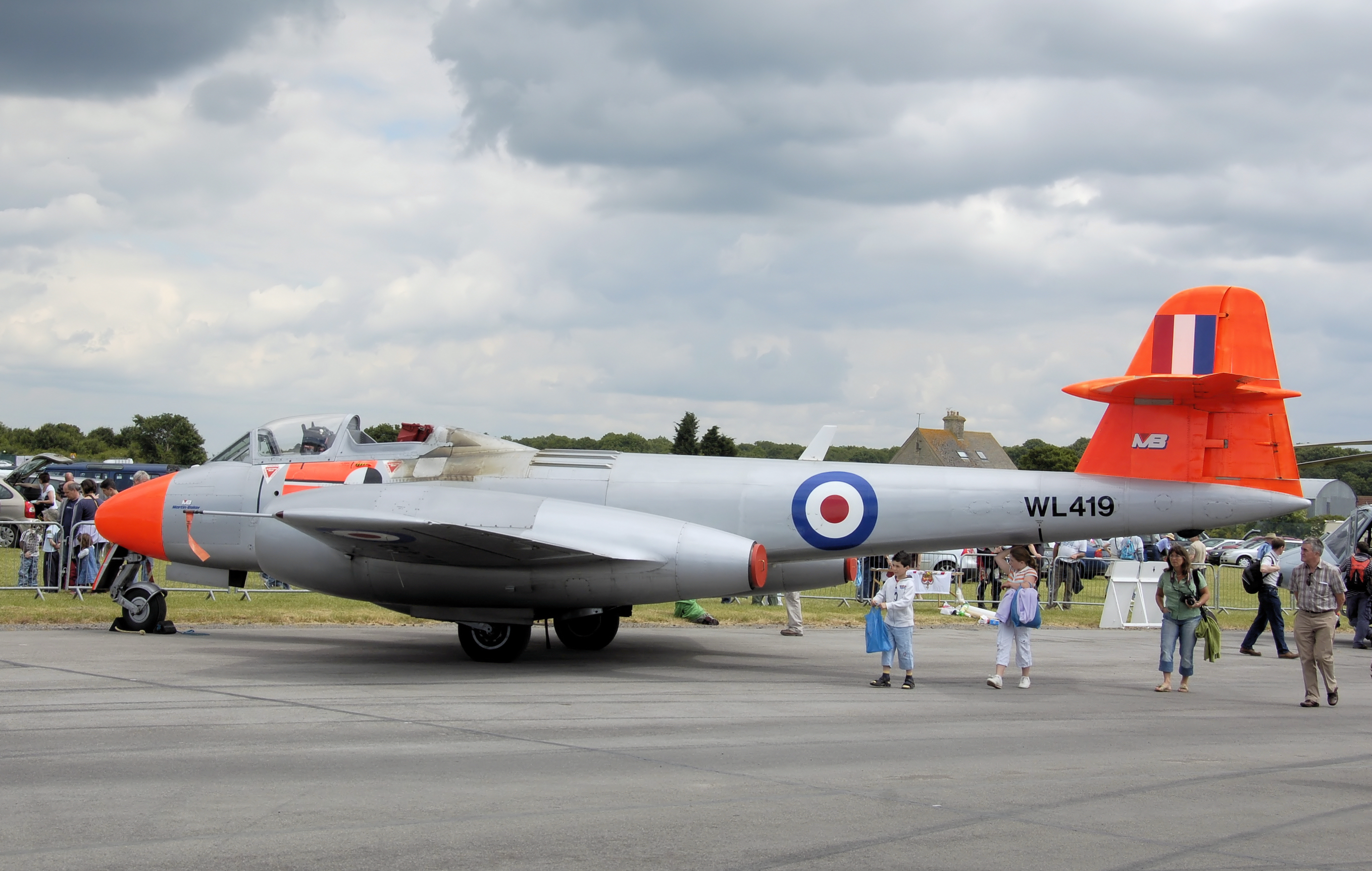
Il Meteor della Martin-Baker utilizzato per le prove sui seggiolini eiettabili.

Subito dopo la seconda guerra mondiale la Martin-Baker ricevette un Meteor F 3 (EE416) che venne modificato con un'apertura dietro all'abitacolo per installare il sedile eiettabile da collaudare.
Il 14 giugno 1946 venne eseguito il primo lancio con un manichino, il 24 luglio il primo lancio di una persona, il collaudatore Bernard Lynch.
Vennero poi acquisiti e modificati altri due F 3.
Nel 1952 arrivò un T 7 (WA634) che venne modificato installando un sedile eiettabile al posto posteriore, in seguito vennero acquisiti altri due T 7 (WL419 e WA638) che risultavano ancora operativi nel 1995.

## Primati
Alla fine del 1945 due Meteor F 3 vennero modificati per stabilire un nuovo primato di velocità.
Il sette novembre 1945 il capitano H.J. (Willy) Wilson stabilì il nuovo primato di 975 km/h a Herne Bay, nel Kent.
Nel 1946 il capitano Edward "Teddy" Donaldson stabilì un nuovo primato di 991 km/h con un Meteor F 4 (EE549).
Precedentemente il pilota collaudatore Roland Beamont aveva raggiunto con lo stesso aereo la velocità di 1.017 km/h, ma non in condizioni da omologazione ufficiale, inoltre tale valore era oltre i limiti di sicurezza ufficiali dell'aereo.
Tra il quattro ed il cinque aprile 1947 il sottetenente Janusz Zurakowsky stabilì un nuovo primato sul percorso Londra-Copenhagen e ritorno con un F 8 di serie (VZ468), l'aeronautica militare danese ordinò il Meteor poco tempo dopo.

## Livree
Inizialmente i Meteor adottarono la livrea standard dei caccia della RAF con le superfici superiori a chiazze di verde scuro FS34079 e grigio scuro FS36187 e le superfici inferiori grigio medio FS36270.
Dopo alcuni casi di errata identificazione in cui erano stati scambiati per Me-262 ed attaccati da caccia alleati, i Meteor di base in Europa vennero ridipinti interamente in bianco.
Dopo la guerra gli aerei adottarono una livrea in metallo naturale, cioè gli aerei non venivano verniciati oppure veniva usato un colore argento su tutto l'aereo.
Nel novembre 1952 venne introdotta una livrea con le superfici superiori e laterali a chiazze verde scuro FS34079 e grigio scuro FS36118 e metallo naturale per tutte le superfici inferiori.
Nel 1953 per le superfici inferiori venne adottato il blu FS35164 e poi il grigio chiaro FS36357 dal 1961.
I TT 20 impiegati per traino bersagli avevano le superfici inferiori dipinte a bande diagonali nero e giallo lucido per essere ben visibili per gli artiglieri della contraerea per cui trainavano i bersagli.
Nella maggior parte dei casi i Meteor forniti a forze aeree straniere avevano la stessa livrea usata all'epoca dalla RAF, ad esempio i Meteor della RAAF impiegati durante la guerra di Corea erano in metallo naturale.

## Esemplari attualmente esistenti
Attualmente solo cinque Meteor sono ancora in condizioni di volo, di cui quattro nel Regno Unito.
Nel 2001 il Temora Aviation Museum nel Nuovo Galles del Sud, Australia, ha acquisito un F 8
(VH-MBX, matricola militare VZ467) che è stato ridipinto con la livrea e le insegne dell'"Halestorm" pilotato dal sergente George Hale del No. 77 Squadron della RAAF durante la guerra di Corea.
Un altro Meteor, (WA591) è in restauro al Meteor Flight di Yatesbury nel Regno Unito.
Alcuni Meteor in mostra statica:
- Un F 4 (EE531), un F 8 (VZ477) ed un NF 14 (WS838) al Midland Air Museum di Coventry.
- Un F 8 al 1st Wing Historical Center a Beauvechain in Belgio
- Un F 8 (F84452) all'ingresso del complesso dove ha sede il Centro di controllo del traffico aereo a Curitiba in Brasile.
- Un F 8 (WK685 / A77-867) al Classic Jet Fighter Museum presso l'aeroporto di Parafield in Australia, impiegato in Corea dal No. 77 Squadron della RAAF.